# Shottisham
Shottisham – wieś w Anglii, w hrabstwie Suffolk, w dystrykcie East Suffolk. Leży 16 km na wschód od miasta Ipswich i 121 km na północny wschód od Londynu.